# Tephritis signatipennis
Tephritis signatipennis är en tvåvingeart som beskrevs av Foote 1960. Tephritis signatipennis ingår i släktet Tephritis och familjen borrflugor. Inga underarter finns listade i Catalogue of Life.